# Little, Brown and Company
Little, Brown and Company es una editorial estadounidense que comenzó su actividad en 1784, cuando abrió una librería en Boston. Little, Brown and Company comenzó como editora en 1837 siendo propiedad de Charles Coffin Little. James Brown entró como socio en 1869 y la editora recibió su actual nombre.
La editora publicó libros de autores bien conocidos, como John Bartlett, C. S. Forester, Norman Mailer, Henry Kissinger, J. D. Salinger o Nelson Mandela, entre otros. En 1968, fue comprada por Time Inc., que consecuentemente fue fundida con  Time Warner en 1989, que a su vez fue vendida a Hachette Livre, una editora francesa, en 2006. No obstante, todas las empresas continuaron utilizando el nombre Little, Brown and Company en sus publicaciones.
Back Bay Books es una de las ramas de la editorial.